# Castell d'Alpont
El Castell d'Alpont s'alça dalt de la gran mola de pedra sobre la qual s'assenta el poble. Encara que des de mitjan segle xix es troba en ruïnes, durant la majoria part de la història alpontina va donar refugi a les gents de la vila quan les muralles no podien resistir l'ímpetu dels assaltants. Encara conserva, sota les seves esfondrades estructures, una valuosa informació arqueològica.
De la magnífica i inexpugnable fortalesa queden restes de procedència  romana i  àrab: aljubs, cisternes, gorgs i cambres que semblen autèntiques masmorres, i piques de pedra on es picava la pólvora. El millor conservat del castell és la Torre del Penell o l'Homenatge, construcció de carreu que, malgrat els repetits enderrocaments, manté uns deu metres d'elevació. Està catalogat, al costat de les muralles com bé d'interès cultural, amb el nom de Castell i muralles, i el codi: 46.10.036-001; núm anotació ministeri: RI-51-0010655, amb data d'anotació ministeri: 20/06/2001.

## Descripció

### Castell
Dominant la població s'alcen les restes del que va ser un important castell, que conserva diverses torres, portes i restes de la desapareguda muralla, situat sobre un penyal envoltat de profunds precipicis, com el del vessant oposat al poble, que es desploma verticalment sobre el barranc del Reguero, amb un desnivell de 105 metres. El Castell d'Alpont s'alça sobre un penyal que domina la població, ocupant una extensió aproximada de 250 metres de llarg per 16 d'ample. Aquesta mola rocosa sobre la qual s'assenta té a la part oriental un precipici de parets verticals que s'estimben 150 metres, sobre l'estret llit del Reguero, mentre que pel costat de la població la llisa roca s'eleva 50 metres per sobre de la mateixa. L'accés només podia realitzar-se per un estret sender llaurat en la mateixa muntanya, que travessava tres portes successives, avui desaparegudes. Encara s'observen alguns llenços de les muralles amb basaments de torrasses i diverses construccions auxiliars, aljubs, etc. La part millor conservada és la meridional, propera a l'església parroquial, on destaca una gran torre, coneguda com "del Penell", de sòlida construcció a base de carreus. També ha sobreviscut bona part del conjunt d'estances i passadissos subterranis excavats sota la fortalesa. Poc és, doncs, el que s'ha conservat d'aquest castell: restes de la muralla perimetral amb els basaments d'algunes torres, els vestigis de dependències interiors i les voltes dels recintes subterranis. En els vessants de la muntanya es troben altres elements dispersos.
Al castell s'accedeix per una rampa que sembla que va tenir originalment més de 3 metres d'amplada i un bon condicionament del paviment, cosa que permetria el pas de cavalleries i, potser, carros petits. Almenys en els seus moments finals va tenir, com es pot apreciar encara al castell de Xulilla, un alt parapet que la va transformar en un camí cobert. Així s'accedeix a les restes de la porta de la barbacana, que apareix esmentada en la documentació medieval i, després d'ella, l'antiga torre albarrana d'època califal en la qual, a part d'algunes reformes medievals, encara poden apreciar-se les destrosses que li va ocasionar una mina durant les Guerres Carlines.
El camí fa una ziga-zaga que permet assolir la plataforma superior de la barbacana. Al nord d'aquesta s'obre el fossat i el que queda de la porta medieval que encara estava en funcionament en el segle xix. Queden, a més, restes d'aparells d'època califal que indiquen que anteriorment hi va haver un sistema defensiu tancant el pas. S'obre després una zona esplanada que, per l'esquerra, segueix per la part inferior del castell. Aquesta zona es caracteritza per una successió d'estructures subterrànies recolzades contra la muralla musulmana, que va ser realçada amb una nova construcció baixmedieval. Entre elles i la paret rocosa s'aprecien restes d'estructures construïdes en superfície
S'arriba així a una nova zona oberta a la part nord, on es conserven unes grans cisternes d'època baixmedieval i on les excavacions han documentat l'existència d'habitatges en els segles xi - xiii, almenys en el seu costat oest, ja que aquest és un gran aflorament rocós.
Tota la part superior està construïda sobre estructures subterrànies que, almenys en el seu costat nord, són aljubs voltats amb respiradors i pou d'accés, arrebossats amb mangra. Quan van deixar de ser usats com a tals -ja en època contemporània- es van obrir portes i es van enderrocar murs de compartimentació, construint altres de maçoneria. Per sobre d'aquestes construccions estaven les habitacions, una de les quals ha pogut ser documentada en l'excavació, amb paviments de morter de calç i amb parets d'aparell divers (maçoneria, carreu de tipus califal) amb revestiment amb bons acabats mitjançant arrebossats de calç. Sobre les restes d'aquestes construccions, es van aixecar les esmentades bateries en època carlina, formades per amples parapets amb murs de contenció verticals en el seu interior i talús és de terra o maçoneria en la seva exterior. De moment només s'han pogut identificar dues de les quatre esmentades.
Fora del recinte de la fortificació, a la base de la roca on s'assenta el castell, apareixen sis piques, amb forma semiesfèrica, excavades a la roca i buixardades que potser es van utilitzar per fabricar municions.

### Muralla
De la muralla que a l'època musulmana tancava el perímetre de la  Vila d'Alpont, es conserven nombroses restes que permeten reconèixer el seu emplaçament i trajectòria, si bé la major part d'ells es troben en un estat d'important deteriorament i ruïna. La muralla s'estenia al vessant oest de la població, al llarg d'aproximadament 600 metres partint de l'anomenat  Portillo, pel sud i arribant en rampa descendent fins a abocar-se al barranc del Reguero, pel nord, i, a partir d'aquí, la mateixa vessant natural del turó sobre el qual s'alça el castell, de gran desnivell i verticalitat, completa el tancament del recinte emmurallat per l'est. La muralla comptava amb catorze torres de sis a vuit metres de gruix, de les quals queden restes, tot i que, en la seva major part en un estat lamentable de deteriorament. Comque dividia el poble en dos meitats, va sofrir moltes modificacions, i així poques dècades abans de final del segle xx, les restes de dues de les torres van ser destruides per eixamplar dos carrers. La torre millor conservada és la Torre de l'Aljama, la qual constituïa la porta d'entrada principal al recinte emmurallat i va serivir fins al 2012 de casa de la vila.

## Història
Si acceptem la identificació constructiva de les estructures més antigues com califal, el castell d'Alpont podria haver estat edificat al segle x com una inexpugnable fortalesa sobre un turó, amb gran valor estratègic- militar i de control de la zona. Tindria una relació de jerarquia amb el castell del Poyo o Collado (a deu quilòmetres cap al Nord), des d'on es veuen millor les terres de Terol.
La fortalesa, construïda pels musulmans, va seguir en ús després de la Reconquesta cristiana per la seva estratègica situació fronterera entre dos regnes, sent reformada en profunditat durant les Guerres de la Unió del segle xiv. Durant els segles xiv i xv aquesta vila va tenir molta importància, per estar en el punt d'entrada d'una canyada reial per la qual circulaven els ramats sobretot llanars, i sobre els quals tenia dret de peatge. La seva situació fronterera entre Aragó i Castella la va convertir en escenari de diferents lluites i el seu castell va patir les conseqüències de les guerres amb el Regne de Castella fins al segle xv. Després de la Guerra de Successió i l'arribada dels Borbó (Felip V), en represàlia per haver donat suport al candidat austríac de la casa d'Habsburg, es va decidir destruir el castell. Aquest va ser reconstruït durant les Guerres Carlines. Després de la primera d'aquestes es va ordenar una altra vegada el seu enderrocament per evitar que fos de nou aprofitada com a plaça forta per les tropes del Pretendent.
Malgrat que la part superior del castell havia estat desmantellada o estava en ruïnes, durant la Primera Guerra Carlina, Alpont va ser ocupat per les tropes carlines de Cabrera a 1835. La tropa es va instal·lar en els subterranis i es van millorar les defenses construint quatre bateries en l'anomenada ciutadella. Va resistir el setge de les tropes del general liberal Azpiroz. Per això, durant els atacs es van destruir molts habitatges i una part important de l'església. També va ser ocupada durant la Tercera guerra carlina.
El text següent pertany al diari d'un militar de l'època carlina, i el que es descriu pot identificar el castell:
| « | Dos metres abans de la muralla un gran fossat circular de tres metres de profunditat per 5 metres d'ample, única entrada per pont llevadís. La porta defensada per dos petits tambors aspillerats i disposats a entrar en tres o quatre revolts abans de la segona línia de fortificació. Primera línia de paret de mig metre de gruix per dos metres d'alçada, en una maçoneria ordinària amb un circuit 400-500 metres. Un contrafossat de les mateixes dimensions, separa la primera de la segona muralla. Des de la porta principal a primera plaça hi havia quadres laterals, que també eren coberts per guarnició, presoners i ostatges. Al fons de la plaça, baix especial per al Governador i el Major de la Plaça, els alts eren part de la segona plaça o Ciutadella. A la planta baixa els calabossos, un forn de pa per coure i una impremta de campanya per a butlletins ... La ciutadella no estava acabada, però tenia quatre bateries orientades als quatre punts cardinals. A la primera plaça eren els tallers de fusteria, serralleria, magatzem, espardenyes i instruments de paleta. Polvorí excavat a la roca, es baixava per una espiral i en ell abundants municions per canó i fusell, augmentades per la feina de vuit homes, que es dedicaven sense descans a la fabricació de cartutxos. Cisterna i font, a un quilòmetre de la fortificació es baixava per un camí cobert recentment construït. | » |

A causa de totes aquestes vicissituds, el castell ha arribat fins a l'actualitat en un estat de lamentable ruïna, havent perdut molts dels seus elements, encara que el seu aspecte segueix sent imponent sobre el seu espectacular assentament. A aquestes accions bèl·liques que van suposar la pràctica destrucció de la fortalesa, es va agreujar pel pas del temps i la utilització dels seus materials per a construccions particulars.